# ROH Honor for All
ROH Honor for All es un evento de lucha libre profesional producido por Ring of Honor.

## Ediciones

### 2018
Honor for All fue un evento de lucha libre profesional producido por Ring of Honor. Tuvo lugar el 20 de julio de 2018 desde el Nashville Municipal Auditorium en Nashville, Tennessee.
- Punishment Martinez (c) derrotó a Scorpio Sky y retuvo el Campeonato Mundial Televisivo de ROH.
  - Martinez cubrió a Sky después de un «South of Heaven».
- Sumie Sakai derrotó a Karen Q.
  - Sakai cubrió a Q con un «Roll-Up».
  - El Campeonato Femenino del Honor de Sakai no estuvo en juego.
- Jonathan Gresham derrotó a Chris Sabin, Kenny King y Shane Taylor.
  - Gresham forzó a Taylor a rendirse con un «Figure-four leglock».
- Chuckie T. derrotó a Bully Ray por descalificación.
  - Ray fue descalificado después de atacar a Chuckie con un «Low Blow».
  - Después de la lucha, Ray continuó atacando a Chuckie, pero Trent Barreta salió a detenerlo.
- Will Ferrara, Rhett Titus, Silas Young y Beer City Bruiser derrotaron a Cheeseburger, Eli Isom, Ryan Nova y FR Josie.
  - Young y Bruiser cubrió a Josie desde la tercera cuerda.
  - Originalmente la lucha entre el Campeón Mundial de ROH Jay Lethal y Silas Young no se llevó a cabo, siendo reemplazado por un combate de equipos debido a la polémica de Taeler Hendrix.
- Marty Scurll derrotó a Vinny Marseglia.
  - Scurll forzó a Marseglia a rendirse con un «Chickenwing Crossface».
  - Después de la lucha, The Kingdom atacaron a Scurll, pero Cody salió a detenerlo.
- Cody derrotó a TK O'Ryan.
  - Cody cubrió a O'Ryan después de un «Cross Rhodes».
- Nick Aldis (c) derrotó a Flip Gordon y retuvo el Campeonato Mundial Peso Pesado de la NWA.[1]
  - Aldis cubrió a Gordon después de un «Cloverleaf».
  - Después de la lucha, Bully Ray atacó a Gordon aplicándole un «Low Blow».
- The Young Bucks (Matt Jackson & Nick Jackson) derrotaron a The Briscoes (Jay Briscoe & Mark Briscoe) y The Addiction (Christopher Daniels & Frankie Kazarian).
  - Matt y Nick cubrieron a Jay y a Mark después de un «Meltzer Driver».
  - El Campeonato Mundial en Parejas de ROH de The Briscoes no estuvo en juego.

### 2019
Honor for All 2019 es un próximo evento de lucha libre profesional producido por Ring of Honor. Tendrá lugar el 25 de agosto de 2019 desde el Tennessee State Fairground Sports Arena en Nashville, Tennessee.

#### Resultados
- The Bouncers (Brian Milonas & The Beer City Bruiser) derrotaron a Coast 2 Coast (LSG & Shaheem Ali) y a Felino & Okumura en un Three Way Tag Team Match.
- Dalton Castle & Joe Hendry derrotaron a The Shinobi Shadow Squad (Cheeseburger & Eli Isom)
- Angelina Love derrotó a Damaris Dawkins, Jenny Rose y a Sumie Sakai en una Four Way Match.
- PJ Black derrotó a Silas Young.
- Rush derrotó a Vinny Marseglia
- Shane Taylor (c) derrotó a Chase Owens reteniendo el Campeonato Mundial Televisivo de ROH
- The Briscoes (Jay & Mark) (c) derrotaron a The Rock 'n' Roll Express (Ricky Morton & Robert Gibson) reteniendo los Campeonatos Mundiales en Parejas de ROH
- Lifeblood (Bandido & Mark Haskins) derrotaron a Villain Enterprises (Brody King & Marty Scurll) para convertirse en los Contendientes #1 a los Campeonatos Mundiales en Parejas de ROH.
- Jeff Cobb derrotaron a Jay Lethal, Kenny King y a Matt Taven en un Defy Or Deny Four Way Match